# Południowoafrykańska odmiana języka angielskiego
Południowoafrykańska odmiana języka angielskiego – odmiana języka angielskiego używana w Republice Południowej Afryki. Do odmiany tej zbliżone są również dialekty używane w Zimbabwe.

## Historia
Brytyjski udział w historii południowej Afryki datuje się od 1795 r., czyli od wojen napoleońskich. Brytyjczycy uzyskali kontrolę nad regionem w 1806 r., a zasiedlanie rozpoczęło się w r. 1820, kiedy to ok. 5000 Brytyjczyków otrzymało ziemię na wschodnim pograniczu Kolonii Przylądkowej. Angielski stał się oficjalnym językiem regionu w 1822 roku. Próbowano zanglicyzować ludność mówiącą językiem afrikaans. Angielski stał się językiem prawa, edukacji i większości innych aspektów życia publicznego. Kolejne fale zasiedleń nastąpiły w latach 40. i 50. XIX w. w związku z wydobywaniem diamentów i złota. W 1870 r. w okolicy Witwaterstand mieszkało ok. pół miliona emigrantów z Europy, w tym wielu angielskojęzycznych. Język pierwszej fali imigrantów brytyjskich był pod silniejszym wpływem języka afrikaans funkcjonującego wśród białej ludności tych terenów od półtora wieku, co osłabło z napływem kolejnych fal w połowie XIX w., zwłaszcza do Natalu.
Na początku istniało kilka wariantów lokalnych języka przyniesionych przez emigrantów z różnych stron Wielkiej Brytanii; dialekty londyńskie przeważały w Kapsztadzie, a północne i pochodzące ze środkowej Anglii – w Natalu. Z czasem dialekty homogenizowały się, tym bardziej, że angielski stał się drugim językiem mieszkańców posługujących się afrikaans. Rozwinęła się również afrykańska odmiana języka, używana przez czarnoskórą populację, która nauczyła się języka w szkołach misyjnych. Na dodatek angielski zaczął być używany przez ludzi o mieszanym pochodzeniu etnicznym, dodatkowo zaadaptowali go emigranci z Indii, którzy napłynęli do południowej Afryki ok. 1960 roku. Niemniej, odmiana używana przez nich ma pewne cechy odmiany indyjskiej, jak nierozróżnianie głosek [w] i [v].
Choć język angielski dzielił się na kilka odmian, wszystkie mają kilka wspólnych cech i są w opozycji do drugiego najczęściej używanego języka regionu, czyli afrikaans. Angielski zawsze był na tych terenach językiem mniejszości. Afrikaans uzyskał oficjalny status w 1925 r., jest pierwszym językiem białych mieszkańców i jest odbierany jako symbol tożsamości dla Afrykanerów. Angielski używany jest przez pozostałych białych, głównie o brytyjskich korzeniach i większość czarnoskórej populacji (stosunek białej populacji do czarnej wynosi 1:4). Język afrikaans uważany był przez czarnoskórą większość za język władz i represji; angielski był zaś uważany przez rząd za język oporu i protestu.
Obecna sytuacja języka angielskiego w Afryce Południowej jest złożona. Również dla władz w epoce apartheidu angielski był ważny dla komunikacji międzynarodowej, a Afrykanerzy coraz częściej zaczynali być dwujęzyczni. W rezultacie istnieje kontinuum akcentów, które są pod silnymi wpływami Received Pronunciation. Najbardziej konserwatywne akcenty (określane jako conservative) są bardzo zbliżone do RP, podczas gdy akcent określany jako extreme lub broad jest od tego wzorca odmienny i czasem stygmatyzowany. Pośrednie cechy i pośredni status socjolingwistyczny ma akcent określany jako Respectable South African. Rozróżniane są również akcenty regionalne: Cape English, Natal English i ponadregionalny General South African English. Najbardziej stygmatyzowany jest pierwszy z nich i istnieje tendencja do jego zaniku. Z kolei odmiana natalska, choć odmienna od wzorca brytyjskiego, jest uważana za prestiżową, stanowiącą standard dla południowej Afryki.

## Gramatyka
Najważniejszą cechą różniącą gramatykę południowoafrykańską od brytyjskiej jest składnia. Najważniejsze cechy to:
- reduplikacja (podwojenie): fast fast w znaczeniu very fast, different different (many and different), who who oznaczające liczbę mnogą zaimka pytającego who.
- Retoryczne użycie zaimków pytających: Where he'll do it w znaczeniu He certainly will not do it, What must I go? (Why should I go?)
- Nieużywanie operatora did w czasie przeszłym:  When you bought w znaczeniu When did you buy?
- Jedno pytanie typu question tag dla wszystkich osób: He came there, isn't? zamiast: He came there, didn't he?
- Czasowniki często znajdują się na końcu, bez wydźwięku emfatycznego: Customer you got, So rude you are.
- Swoista struktura zdań podrzędnych: I bought the things, which ones you told me.
- Używanie postpozycji zamiast przyimków: Durban side (near Durban), Morning time it gets hot.

## Wymowa
Istnieje kontinuum akcentów. Na jednym biegunie są potomkowie brytyjskich emigrantów, których akcenty są zbliżone do BBC English, na drugim zaś akcenty klasy robotniczej, często o pochodzeniu afrykanerskim. Między nimi istnieje wiele akcentów, coraz częściej słyszalnych w radiu i telewizji. Oto najważniejsze cechy wymowy południowoafrykanskiej:
- /a/ jest przesunięte do środka i brzmi podobnie do /e/, jak w wyrazie pet[6].
- /e/ jest przesunięte w stronę /ɪ/ i brzmi bardziej, jak w słowie pit. Tak więc /sɪks/ to "seks", a /seks/ to "sześć"[6].
- wymowa samogłoski, która w RP jest wymawiana jako /ɪ/, jest różna w zależności od kontekstu. Wymowa podobna do standardowej brytyjskiej jest typowa w akcentowanych sylabach w sąsiedztwie spółgłoski welarnej, zarówno przed samogłoską (kiss), jak i po niej (big czy sing). Jest tak również na początku wyrazu (inn), po /h/ (hit), zwykle też przed spółgłoską szczelinową zadziąsłową bezdźwięczną (fish), a czasem, choć jest to rzadziej spotykane, przed innymi spółgłoskami zadziąsłowymi (bridge)[1]. W pozostałych kontekstach /i/ jest centralizowane i znajduje się pomiędzy szwa i /ʊ/ (jak w wyrazie put), zatem wyrazy /kit/ i /sit/ nie rymują się[6]. Takie scentralizowane /i/ występuje np. w obu sylabach słowa minutes czy wszystkich trzech sylabach słowa limited. W nieakcentowanych sylabach scentralizowane /i/ zastępuje też szwę, przez co słowa haggis i bogus rymują się, a słowa takie jak Lenin i Lennon czy illusion i allusion są homofonami, przy czym w konserwatywnym akcencie zjawisko to nie zachodzi i sytuacja przypomina tę ze standardowej odmiany brytyjskiej. Z kolei w najbardziej odmiennych od RP akcentach scentralizowane /i/ jest zastępowane przez szwę nawet w sylabach akcentowanych i np. dinner jest wymawiane /'dɘnə/. Z tego względu scentralizowane /i/ bywa określane jako wysoka szwa, a zwykła szwa, jako dolna szwa. Z kolei w akcentach tych niescentralizowane /i/ nie brzmi jak /ɪ/, lecz przechodzi w /i/[1].
- /ɑː/ jak w wyrazie star jest zaokrąglone i podniesione, brzmi bardziej jak w wyrazie store[6]
- niektóre dyftongi brzmią bardziej jak samogłoski, np. right i mouse są realizowane w sposób zbliżony do /ɑː/[6], a słowa shared i shed różnią się tylko długością samogłoski, a nie jej barwą (odpowiednio /ʃeːd/ i /ʃed/)[1]
- zasadniczo jest to odmiana nierotyczna, ale rotyczność występuje u ludności afrykanerskiej i czarnej[7].
- sylabiczność spółgłosek, zwłaszcza w akcentach odmiennych od RP, jest zastępowana przez użycie szwy, przez co słowo listen, które w RP byłoby wymawiane /'lɪsṇ/ tu jest wymawiane /'lɘsɘn/[1].

## Słownictwo
Kilka słów i zwrotów z południowej Afryki stało się standardem światowym. Niektóre mają początek w afrikaans lub językach lokalnych albo są adaptacją słów standardu światowego. Są to m.in. aardvark, apartheid, boer, commando, eland, homeland, kraal, spoor, springbok, trek. Wiele innych, odnoszących się do lokalnej fauny i flory, nie jest znanych poza kontekstem południowoafrykańskim. Do tej kategorii należą także instytucje lokalne, np. Tuks (uniwersytet w Pretorii) czy Zim (mieszkaniec Zimbabwe)
Przykłady na przedmioty natury ogólnej: arvey (popołudnie), bad friends (wrogowie), bell (telefonować), bioscope (kino), camp (paddock), dorp (wioska), gogga (komar), indaba (spotkanie), robot (światła uliczne).